# 江家岭站
江家岭站是一个沈山线上的铁路车站，位于辽宁省绥中县沙河沿满族乡，建于1940年，目前为五等站，邮政编码为121702。目前客运：办理旅客乘降；不办理行李、包裹托运；不办理货运营业。